# Oxydation thermique
 (mars 2022).
Si vous disposez d'ouvrages ou d'articles de référence ou si vous connaissez des sites web de qualité traitant du thème abordé ici, merci de compléter l'article en donnant les références utiles à sa vérifiabilité et en les liant à la section « Notes et références ».
L'oxydation thermique est un procédé qui utilise l'énergie thermique pour oxyder des substances. Les buts de ce type de procédé sont assez divers : destruction de substances dangereuses avec formation de substances inertes, production d'énergie (l'oxydation est en général une réaction exothermique), traitement de surface afin de modifier les propriétés d'un matériau, etc.

## Combustion
La combustion est un procédé d'oxydation thermique pour le traitement des déchets ou la production d'énergie.

## Corrosion
De nombreux métaux subissent une corrosion à haute température par oxydation et les procédés qui travaillent dans de telles conditions nécessitent des alliages spéciaux. 

## Traitement de surface
L'oxydation thermique est un traitement de surface qui permet d'obtenir une couche d'oxyde sur la surface d'un wafer. La technique consiste à forcer l'agent oxydant à diffuser à haute température à travers le wafer à mesure qu'il réagit avec. L'oxydation thermique peut être appliquée sur des matériaux divers, mais son application la plus commune concerne la surface du silicium lors de la fabrication de circuits intégrés.

### Réaction chimique

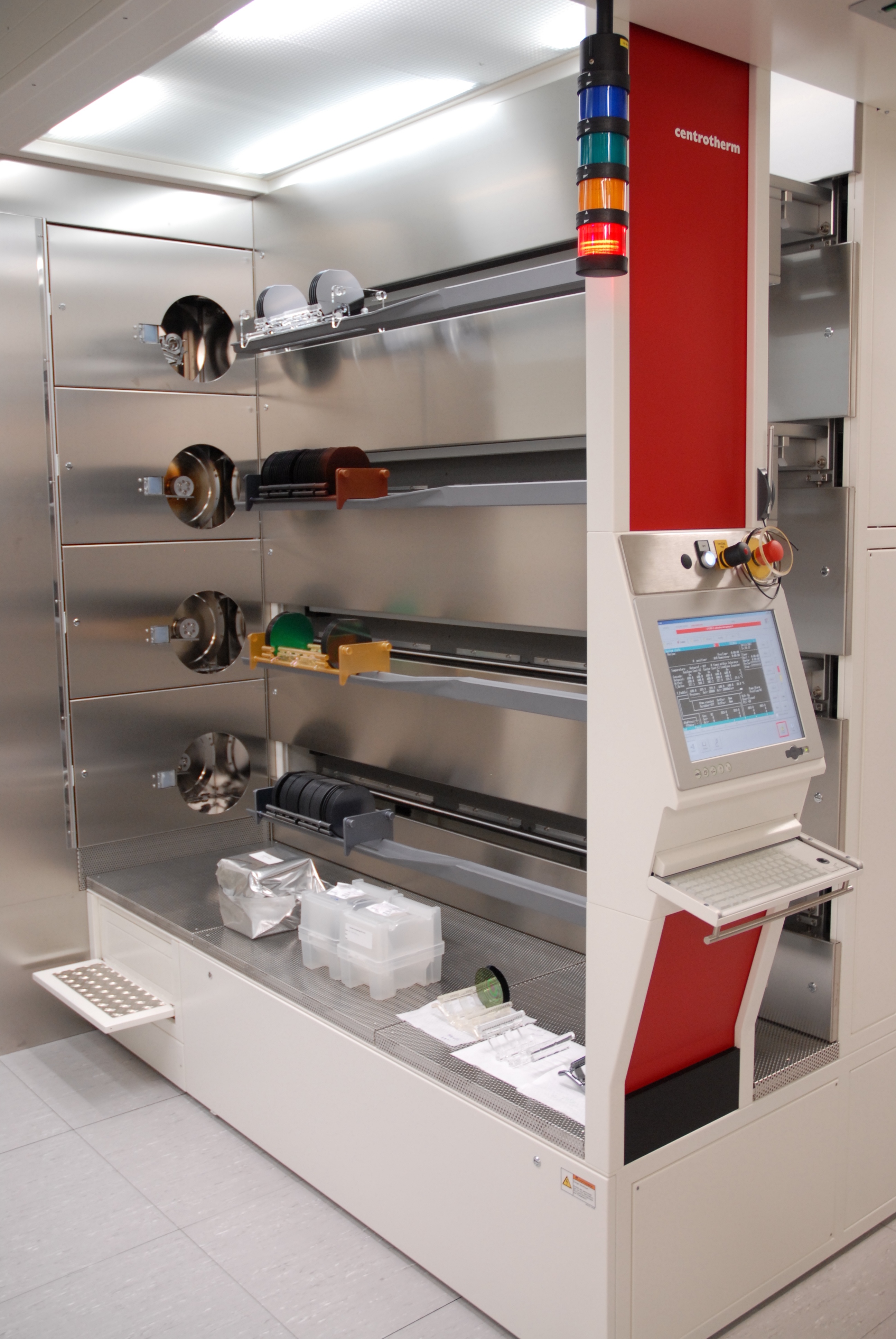
Four utilisé pour la diffusion et l'oxydation thermique à Toulouse.

L'oxydation thermique du silicium se déroule généralement entre 800 et 1 200 °C. Se forme alors une couche d'oxyde appelée HTO (High Temperature Oxide). Ce procédé peut utiliser soit de la vapeur d'eau (on parle alors de wet oxidation ou oxydation humide) ou du dioxygène (dry oxidation ou oxydation sèche). Les réactions correspondantes sont :
{\displaystyle {\rm {Si+2H_{2}O\rightarrow SiO_{2}+2H_{2\ (g)}}}}
{\displaystyle {\rm {Si+O_{2}\rightarrow SiO_{2}\,}}}.
L'oxydation humide est plus rapide, mais aboutit à une qualité d'oxydation inférieure à celle l'oxydation sèche
Le gaz oxydant peut aussi contenir quelques pourcents d'acide chlorhydrique (HCl), afin de supprimer les ions métalliques qui pourraient s'y trouver.
L'oxyde se forme à partir du silicium du substrat qui se combine à l'oxygène apporté par le gaz ambiant. Ainsi, la couche d'oxyde croit à la fois vers l'intérieur et l'extérieur du wafer. Pour chaque unité d'épaisseur de silicium consommé par la réaction, 2,27 unités d'épaisseur d'oxyde apparaîtront. Par conséquent, 44 % de la couche d'oxyde sera en dessous de la surface d'origine et 56 % au-dessus.